# Gyeplabda a 2024. évi nyári olimpiai játékokon
A 2024. évi nyári olimpiai játékokon a gyeplabdatornákat július 27. és augusztus 9. között rendezték meg Párizsban, a Yves-du-Manoir Olimpiai Stadionban. A férfi és női tornán is 12 csapat vehetett részt.

## Éremtáblázat
(A táblázatokban a rendező nemzet sportolói eltérő háttérszínnel, az egyes számoszlopok legmagasabb értéke vagy értékei vastagítással kiemelve.)
| A 2024. évi nyári olimpiai játékok éremtáblázata gyeplabdában | A 2024. évi nyári olimpiai játékok éremtáblázata gyeplabdában | A 2024. évi nyári olimpiai játékok éremtáblázata gyeplabdában | A 2024. évi nyári olimpiai játékok éremtáblázata gyeplabdában | A 2024. évi nyári olimpiai játékok éremtáblázata gyeplabdában | Olimpia  |
| ------------------------------------------------------------- | ------------------------------------------------------------- | ------------------------------------------------------------- | ------------------------------------------------------------- | ------------------------------------------------------------- | -------- |
|                                                               | Ország                                                        | Arany                                                         | Ezüst                                                         | Bronz                                                         | Összesen |
| 1.                                                            | Hollandia (NED)                                               | 2                                                             | 0                                                             | 0                                                             | 2        |
|                                                               |                                                               |                                                               |                                                               |                                                               |          |
| 2.                                                            | Kína (CHN)                                                    | 0                                                             | 1                                                             | 0                                                             | 1        |
| 2.                                                            | Németország (GER)                                             | 0                                                             | 1                                                             | 0                                                             | 1        |
|                                                               |                                                               |                                                               |                                                               |                                                               |          |
| 4.                                                            | Argentína (ARG)                                               | 0                                                             | 0                                                             | 1                                                             | 1        |
| 4.                                                            | India (IND)                                                   | 0                                                             | 0                                                             | 1                                                             | 1        |
|                                                               |                                                               |                                                               |                                                               |                                                               |          |
| Összesen                                                      | Összesen                                                      | 2                                                             | 2                                                             | 2                                                             | 6        |

## Érmesek

### Férfi torna
| A 2024. évi nyári olimpiai játékok érmesei férfi gyeplabdában | A 2024. évi nyári olimpiai játékok érmesei férfi gyeplabdában | A 2024. évi nyári olimpiai játékok érmesei férfi gyeplabdában | A 2024. évi nyári olimpiai játékok érmesei férfi gyeplabdában |
| --- | --- | --- | ------------------------------------------------------------- |
| Arany | Ezüst | Bronz |                                                               |
| Hollandia (NED) | Németország (GER) | India (IND) |                                                               |
| Thierry Brinkman Jip Janssen Lars Balk Jonas de Geus Thijs van Dam Seve van Ass Jorrit Croon Justen Blok Derck de Vilder Floris Wortelboer Tjep Hoedemakers Koen Bijen Joep de Mol Pirmin Blaak Tijmen Reyenga Duco Telgenkamp Floris Middendorp | Mats Grambusch Mathias Müller Lukas Windfeder Niklas Wellen Johannes Große Thies Prinz Paul-Philipp Kaufmann Teo Hinrichs Tom Grambusch Gonzalo Peillat Christopher Rühr Justus Weigand Marco Miltkau Martin Zwicker Hannes Müller Malte Hellwig Moritz Ludwig Jean Danneberg | Harmanpreet Singh Jarmanpreet Singh Abhishek Nain Manpreet Singh Hardik Singh Gurjant Singh Sanjay Rana Mandeep Singh Lalit Upadhyay P. R. Sreejesh Sumit Walmiki Shamsher Singh Raj Kumar Pal Amit Rohidas Vivek Prasad Sukhjeet Singh |                                                               |

### Női torna
| A 2024. évi nyári olimpiai játékok érmesei női gyeplabdában | A 2024. évi nyári olimpiai játékok érmesei női gyeplabdában | A 2024. évi nyári olimpiai játékok érmesei női gyeplabdában | A 2024. évi nyári olimpiai játékok érmesei női gyeplabdában |
| --- | --- | --- | ----------------------------------------------------------- |
| Arany | Ezüst | Bronz |                                                             |
| Hollandia (NED) | Kína (CHN) | Argentína (ARG) |                                                             |
| Xan de Waard Anne Veenendaal Luna Fokke Freeke Moes Lisa Post Yibbi Jansen Renée van Laarhoven Felice Albers Maria Verschoor Sanne Koolen Frédérique Matla Joosje Burg Marleen Jochems Pien Sanders Marijn Veen Laura Nunnink Pien Dicke | Ou Ce-hszia (Ou Zixia) Je Csiao (Ye Jiao) Ku Ping-feng (Gu Bingfeng) Jang Liu (Yang Liu) Csang Jing (Zhang Ying) Csen Ji (Chen Yi) Ma Ning Li Hung (Li Hong) Tan Ven (Dan Wen) Cou Mej-zsung (Zou Meirong) Ho Csiang-hszin (He Jiangxin) Fan Jün-hszia (Fan Yunxia) Csen Jang (Chen Yang) Hszü Ven-jü (Xu Wenyu) Csung Csia-csi (Zhong Jiaqi) Tan Csin-csuang (Tan Jinzhuang) Jü An-huj (Yu Anhui) | Rocío Sánchez Moccia Sofía Toccalino Agustina Gorzelany Valentina Raposo Agostina Alonso Agustina Albertario María José Granatto Cristina Cosentino Victoria Sauze Sofía Cairó Eugenia Trinchinetti Lara Casas Juana Castellaro Pilar Campoy Julieta Jankunas Zoe Díaz |                                                             |